# Kermesidae
Kermesidae es una familia de insectos hemípteros en la superfamilia Coccoidea.  El género tipo, Kermes, incluye la cochinilla kerme, de la que se obtiene el colorante rojo.

## Géneros
- Allokermes Bullington & Kosztarab, 1985
- Eriokermes Miller & Miller, 1993
- Fulbrightia
- Kermes Latreille, 1798
- Nanokermes Bullington & Kosztarab, 1985
- Nidularia Targioni-Tozzetti, 1868
- Olliffiella Cockerell, 1896
- Physeriococcus
- Reynvaania
- Sucinikermes